# Boneo
Boneo är en del av en befolkad plats i Australien. Den ligger i kommunen Mornington Peninsula och delstaten Victoria, omkring 67 kilometer söder om delstatshuvudstaden Melbourne.
Närmaste större samhälle är Rosebud, nära Boneo.
I omgivningarna runt Boneo växer i huvudsak städsegrön lövskog. Runt Boneo är det ganska tätbefolkat, med 129 invånare per kvadratkilometer. Genomsnittlig årsnederbörd är 939 millimeter. Den regnigaste månaden är juni, med i genomsnitt 128 mm nederbörd, och den torraste är januari, med 44 mm nederbörd.